# Andrew Taylor
Andrew Derek Taylor (født 1. august 1986 i Hartlepool, England) er en engelsk fodboldspiller, der spiller som venstre back hos Bolton Wanderers. Han har tidligere spillet for blandt andet Cardiff City F.C. fra 2011 til 2014.

## Landshold
Taylor har (pr. april 2018) endnu ikke optrådt for Englands A-landshold, men har fra 2006 til 2009 spillet tretten kampe for landets U-21 hold. Han har også spillet for andre af Englands ungdomslandshold.